# Шоккарагай (Костанайський район)
Шоккарага́й (каз. Шоққарағай) — село у складі Костанайського району Костанайської області Казахстану. Входить до складу Октябрського сільського округу.
Населення — 126 осіб (2021; 171 у 2009, 238 у 1999, 277 у 1989).